# Овьедо, Лино
Лино Сесар Овьедо Сильва (исп. Lino César Oviedo Silva; 23 сентября 1943, Кордильера — 2 февраля 2013, Пресиденте-Аес) — парагвайский военный и политик, дивизионный генерал, в 1993—1996 — командующий сухопутными войсками. Один из организаторов свержения Альфредо Стресснера. Активный участник политической борьбы 1990—2000-х, харизматичный лидер правопопулистского движения. Осуждён за антиправительственный мятеж, впоследствии оправдан. Видный деятель партии Колорадо, затем основатель партии Национальный союз этических граждан. Кандидат в президенты Парагвая на выборах 2013 года. Погиб в авиационной катастрофе.

## Происхождение и служба
Родился в малоимущей семье офицера и учительницы. Его отец Эрнесто Овьедо был майором парагвайской армии, ветераном Чакской войны, участвовал в гражданской войне. Впоследствии Овьедо-старший вёл крестьянское хозяйство, занимался торговлей скотом. Мать Эва Сильва преподавала в сельских школах более пятидесяти лет.
Начальную школу Лино Овьедо окончил в Хуан-де-Мене, детство провёл в кордильерской крестьянской среде. С двенадцати лет учился в колледже в Асунсьоне. В 1958 поступил в военное училище.
С 1962 Лино Овьедо служил в сухопутных войсках вооружённых сил Парагвая. По военной специальности — офицер бронетанковых войск. Стажировался в ФРГ, был известен как приверженец германских военных традиций и германской культуры.
Лино Овьедо быстро выдвинулся в парагвайском офицерском корпусе как способный военачальник. Служил в 1-м армейском корпусе, в звании полковника командовал бронетанковым полком Mongelos. Участвовал в формировании военной разведки. Был близок к командующему корпусом генералу Андресу Родригесу (по некоторым данным, имел с ним общий частный бизнес). Отличался твёрдым и резким характером. Был женат на аргентинке, имел шестерых детей.

## Участник свержения Стресснера
Политически Лино Овьедо был убеждённым парагвайским националистом и антикоммунистом, состоял в правой партии Колорадо. Первоначально он активно поддерживал стронистский режим и президента-диктатора Альфредо Стресснера. Однако с течением времени стал противником изжившей себя диктатуры (эволюция, сходная с Эдгаром Инсфраном), почти не скрывал негативного отношения к Стресснеру.
2 февраля 1989 генерал Родригес с группой военных заговорщиков поднял мятеж против Стресснера (по слухам, именно Овьедо добился решительного выступления, даже угрожая гранатой.). Именно Овьедо после первой неудачи побудил Родригеса жёстко продолжать «Операцию 33» и вывел танки своего полка с приказом захватить в плен президента.
Овьедо командовал осадой и штурмом штаб-квартиры главнокомандования, где Стресснер закрепился с ближайшим окружением и полком сопровождения. Жёсткая позиция Овьедо, доказанная массированным обстрелом, сломила волю к сопротивлению. Овьедо лично арестовал Стресснера (рассказывали, что он и ему угрожал гранатой, но другие очевидцы опровергают эту деталь). В ночь на 3 февраля 1989 Альфредо Стресснер подписал заявление об отставке. Антистронистский государственный переворот увенчался полным успехом.

## Командующий парагвайской армией
После свержения Стресснера президентом Парагвая стал Андрес Родригес. Военная карьера Лино Овьедо резко ускорилась. Уже в мае 1989 он получил звание бригадного генерала и командование 1-й кавалерийской (бронетанковой) дивизией 1-го армейского корпуса. В 1991 принял командование 1-м армейским корпусом. С 1992 — дивизионный генерал. 18 августа 1993 преемник Родригеса Хуан Карлос Васмоси назначил генерала Овьедо командующим сухопутными войсками Парагвая.
Ранее на предвыборном съезде Колорадо в 1992 генерал Овьедо вступил в альянс с бизнесменом Васмоси, добился пересчёта голосов и проконтролировал выдвижение президентской кандидатуры Васмоси — хотя традиционный партийный лидер юрист Луис Мария Арганья явно был популярнее. Возникли серьёзные подозрения в фальсификациях партийного голосования. Овьедо и Арганью разделила непримиримая вражда.
Парагвайская армия традиционно влиятельна в политике, экономике и социальной жизни. На армейском посту генерал Овьедо вёл жёсткую борьбу с наркомафией, продвигал экологические инициативы и хозяйственные проекты в Гран-Чако. В асунсьонском районе Кампо-Гранди, близ штаба кавалерийской (бронетанковой) дивизии, был возведён «Линодром» — военачальники из круга Овьедо устраивали здесь вызывающие костюмированные вечеринки в стиле Аль Капоне. Это вызывало критику в прессе, но привлекало симпатии широких слоёв населения.
В апреле 1996 между президентом Васмоси и командующим Овьедо возник острый конфликт. Причины его доподлинно неизвестны, но, по ряду оценок, они разошлись по вопросу, кому предоставить подряды на строительство нового моста через Парану. Глава государства отправил в отставку командующего. Овьедо пригрозил военным переворотом. Угроза звучала весомо, и Васмоси предложил Овьедо компромисс — назначение министром обороны. В Асунсьоне прошли демонстрации в поддержку президента — многие парагвайцы, особенно молодёжь, возмутились попыткой вновь установить военный режим. С другой стороны, на «Линодроме» Овьедо собрал внушительный митинг своих сторонников. Когда Овьедо явился во дворец, он был арестован по обвинении в мятеже.
Поскольку практических действий Овьедо предпринять не успел, к судебной ответственности он не привлекался. В августе 1996 он был освобождён, уволен с военной службы и объявил, что займётся политикой.

## Политические притязания и конфликты 1990-х

### «Овьедизм» в Колорадо
Лино Овьедо имел большие политические амбиции, обладал яркой харизмой и широкой популярностью. Он сделал ставку на завоевание лидерства в Колорадо, а в конечном счёте на президентство. Его политическая программа основывалась на крайнем парагвайском национализме и правом популизме. Овьедо призывал укрепить национальное государство в опоре на традиционные общины и авторитеты, предлагал социальную помощь беднейшим слоям, жёсткое подавление бытовой преступности и коррупции, народный контроль над бюрократией, преследование коррумпированных олигархов.
В своей риторике Овьедо превозносил простого крестьянина и честного солдата, напоминал о своём происхождении и своей роли в установлении демократии в Парагвае. Он требовал чрезвычайных полномочий и угрожал противникам «реками крови». Звучали даже такие экзотические призывы, как заход «оборванцев» в президентский дворец и обеспечение каждого парагвайца несколькими женщинами.
В парагвайской политике быстро сформировался феномен, получивший название овьедизм. (Отчасти напоминавший прежний стронизм, хотя Овьедо категорически отмежёвывался от наследия Стресснера.) Овьедо наследовал глубокую традицию латиноамериканского каудильизма, сильного лидера, опирающегося на армию и массы. Пользовался широкой поддержкой, вокруг него сгруппировались правые активисты Колорадо, были созданы военизированные группы из лично преданных ему офицеров.
Противников овьедизма консолидировал другой влиятельный лидер Колорадо — Луис Мария Арганья. Радикальному национал-популизму отставного генерала он экс-министр иностранных дел противопоставлял «цивилизованный» консервативный либерализм. Однако в сентябре 1997 Овьедо победил Арганью на партийном съезде и добился своего выдвижения в президенты. По рейтингу он лидировал среди политиков страны. Парагвайская элита усматривала в этом серьёзную угрозу.

### Арест, марш, побег
3 октября 1997 президент Васмоси решился отдать приказ об аресте Овьедо. Он вынужден был скрыться в подполье, где оставался даже после аннулирования президентского приказа Верховным судом. Однако 12 декабря Овьедо предпочёл сдаться под арест и 4 февраля 1998 приговорён к десяти годам заключения — за «преступления против порядка и безопасности, неповиновение приказам командования вооружённых сил».
На выборах 1998 победил представитель Колорадо Рауль Кубас Грау, известный как сторонник Овьедо. Агитаторы Колорадо призывали «голосовать за Кубаса, чтобы освободить Овьедо». Парламент Парагвая заблаговременно принял закон, запрещавший президенту помилование осуждённых, не отбывших половины срока. Однако уже 18 августа 1998, через три дня после инаугурации, президент Кубас распорядился освободить Овьедо (задним числом заменив десятилетний срок трёхмесячным). Овьедо триумфально вернулся к руководству своими многочисленными сторонниками. 2 декабря 1998 Верховный суд отменил как неконтитуционный соответствующий указ Кубаса. Правовое положение Овьедо вновь стало неопределённым. Сам он потребовал разъяснений от военной юстиции.
Обстановка в стране резко изменилась 23 марта 1999 — был убит Луис Мария Арганья. Заказчики формально не были установлены, но многие возложили ответственность на Овьедо и Кубаса. Несколько дней продолжалась массовая протестная акция Парагвайский марш — тысячи сторонников Арганьи требовали отставки Кубаса и ареста Овьедо. Произошли вооружённые столкновения между протестующими и овьедистами, несколько человек погибли, сотни были ранены. Страна оказалась на грани гражданской войны. Президент Кубас подал в отставку, Овьедо бежал в Аргентину.

## Эмиграция
Правый президент Аргентины Карлос Менем положительно относился к Лино Овьедо и с готовностью предоставил ему убежище. Однако правительство Парагвая во главе с Луисом Анхелем Гонсалесом Макки объявило Овьедо в международный розыск по обвинению в убийство Аграньи. Овьедо был исключён из Колорадо, его имущество конфисковано, в Буэнос-Айрес сделан официальный запрос о выдаче. Аргентинские власти вынуждены были взять его под стражу. Однако незадолго до перехода власти от Карлоса Менема к Фернандо де ла Руа Овьедо была предоставлена возможность бежать.
Лино Овьедо перебрался из Аргентины в Бразилию (впоследствии он говорил, что перешёл границу нелегально). Был арестован бразильской полицией, предстал перед судом, но по вердикту получил право проживания. Обосновавшись в Фос-ду-Игуасу (на бризильско-парагвайской границе), Овьедо повёл активную кампанию против парагвайского правительства.
В мае 2000 парагвайские овьедисты подняли военный мятеж, не без труда подавленный властями. Хотя Овьедо не признавал своей связи с мятежниками, правительство Гонсалеса Макки выразило протест по поводу выступлений Овьедо с бразильской территории. Президент Бразилии Луис Инасиу Лула да Силва вынужден был потребовать разъяснений от парагвайского эмигранта. Политические выступления были ему запрещены, но запрет регулярно нарушался.

## Возвращение и политика
28 июня 2004 Лино Овьедо вернулся в Парагвай. Своё решение он объяснил тем, что с 2003 в стране «есть демократически избранный президент и обновлённый Верховный суд» (Луиса Гонсалеса Макки сменил Никанор Дуарте Фрутос). Он был арестован и заключён в военную тюрьму Итаугуа. Обвинялся в мятеже 1999, организации убийств протестующих. Сенатор Нельсон Агранья-младший, сын Луиса Марии Аграньи, выразил надежду, что Овьедо ответит перед судом.
Первоначально Овьедо был признан виновным и приговорён к десяти годам заключения — за мятеж 1999, сопровождавшийся убийствами. Но в 2007—2008 Палата по уголовным делам Верховного суда сняла с него все обвинения по делам о мятежах 1996 и 1999. Овьедо был оправдан и освобождён. Его противники связали это с сильными клановыми и коррупционными связями отставного генерала.
Ещё в 2002 под эгидой Овьедо была учреждена национал-популистская партия. Вначале она подчёркивало связь с традиционной Колорадо и называлась Национальный союз этических колорадистов, затем — Национальный союз этических граждан (UNACE). В отличие от Колорадо, партия Овьедо была дисциплинирована, управляема, лишена фракционности. Однако со второй половине 2000-х Овьедо постепенно утрачивал прежнюю электоральную поддержку. Ориентация на узкий круг родственников и ближайших сподвижников привела Овьедо к разрыву со многими влиятельными сторонниками.
Как кандидат UNACE Лино Овьедо баллотировался в президенты Парагвая на выборах 2008. Он получил почти 380 тысяч голосов — 22 %, но занял лишь третье место. Победу одержал лидер левых сил Фернандо Луго. В переговорах с президентом Овьедо пытался добиться поста председателя парламента — политически не очень значимого, но важного в национальной политической культуре. Этого не удалось, и Овьедо находился в жёсткой оппозиции к Луго, которого считал марионеткой либеральной партии (тот в ответ характеризовал Овьедо как «обычного колорадиста»). В 2012 Овьедо активно поддержал импичмент Луго.
Лино Овьедо вновь выдвинулся в президенты Парагвая на выборах 2013. UNACE позиционировался как «третья сила» парагвайской политике — правая, антикоммунистическая и антилиберальная, но не связанная с колорадской элитой. Овьедо энергично вёл кампанию, обращаясь преимущественно к крестьянской бедноте и индейцам гуарани. Его шансы расценивались как реальные.

## Гибель и оценки
В ночь на 2 февраля 2013 Лино Овьедо погиб в катастрофе вертолёта недалеко от округа Пуэрто-Антекуэра в регионе Гран-Чако. Вместе с ним погибли его телохранитель и пилот. Тела были найдены на следующий день сильно обгоревшими. Президент Федерико Франко объявил трёхдневный государственный траур.
Лино Овьедо воспринимается в Парагвае как яркий деятель. Его образ довольно популярен, хотя признаётся, что далеко не всегда деяния Овьедо соответствовали правовым и демократическим принципам. Парагвайский историк и политолог Мильда Риварола характеризовала овьедизм как «поздний фашизм», а самого Овьедо — как одного из последних каудильо с мессианскими амбициями, способного «фанатизировать массы мужчин и женщин». Известный парагвайский журналист и член правительства Густаво Кён сказал, что Лино Овьедо «принадлежит истории страны со всем своим светом и тенью».